# Ardrossan, Skottland
Ardrossan är en ort i Storbritannien.   Den ligger i kommunen North Ayrshire och riksdelen Skottland, i den nordvästra delen av landet, 500 km nordväst om huvudstaden London. Ardrossan ligger 21 meter över havet och antalet invånare är 10 000 (2011).
Terrängen runt Ardrossan är huvudsakligen platt, men norrut är den kuperad. Havet är nära Ardrossan åt sydväst. Runt Ardrossan är det tätbefolkat, med 683 invånare per kvadratkilometer. Närmaste större samhälle är Irvine, 10,1 km öster om Ardrossan. Trakten runt Ardrossan består i huvudsak av gräsmarker.